# Зрмања Врело
Зрмања Врело је насељено мјесто у општини Грачац, југоисточна Лика, Република Хрватска.

## Географија
Насеље је удаљено око 28 км југоисточно од Грачаца. У Зрмања Врелу извире ријека Зрмања.

## Историја
Зрмања Врело се од распада Југославије до августа 1995. године налазила у Републици Српској Крајини.

## Становништво
Према попису становништва из 2011. године, насеље Зрмања Врело је имало 28 становника.
| Националност       | 1991. | 1981. | 1971. | 1961. |
| Срби               | 175   | 194   | 327   | 418   |
| Југословени        | 3     | 39    | 4     |       |
| Хрвати             |       | 3     | 3     | 1     |
| остали и непознато | 2     | 2     | 2     |       |
| Укупно             | 180   | 238   | 336   | 419   |

| Демографија | Демографија | Демографија |
| Година      | Становника  | Становника  |
| ----------- | ----------- | ----------- |
| 1961.       | 419         |             |
| 1971.       | 336         |             |
| 1981.       | 238         |             |
| 1991.       | 180         |             |
| 2001.       | 44          |             |
| 2011.       |             | 28          |